# Designhögskolan i Pukeberg

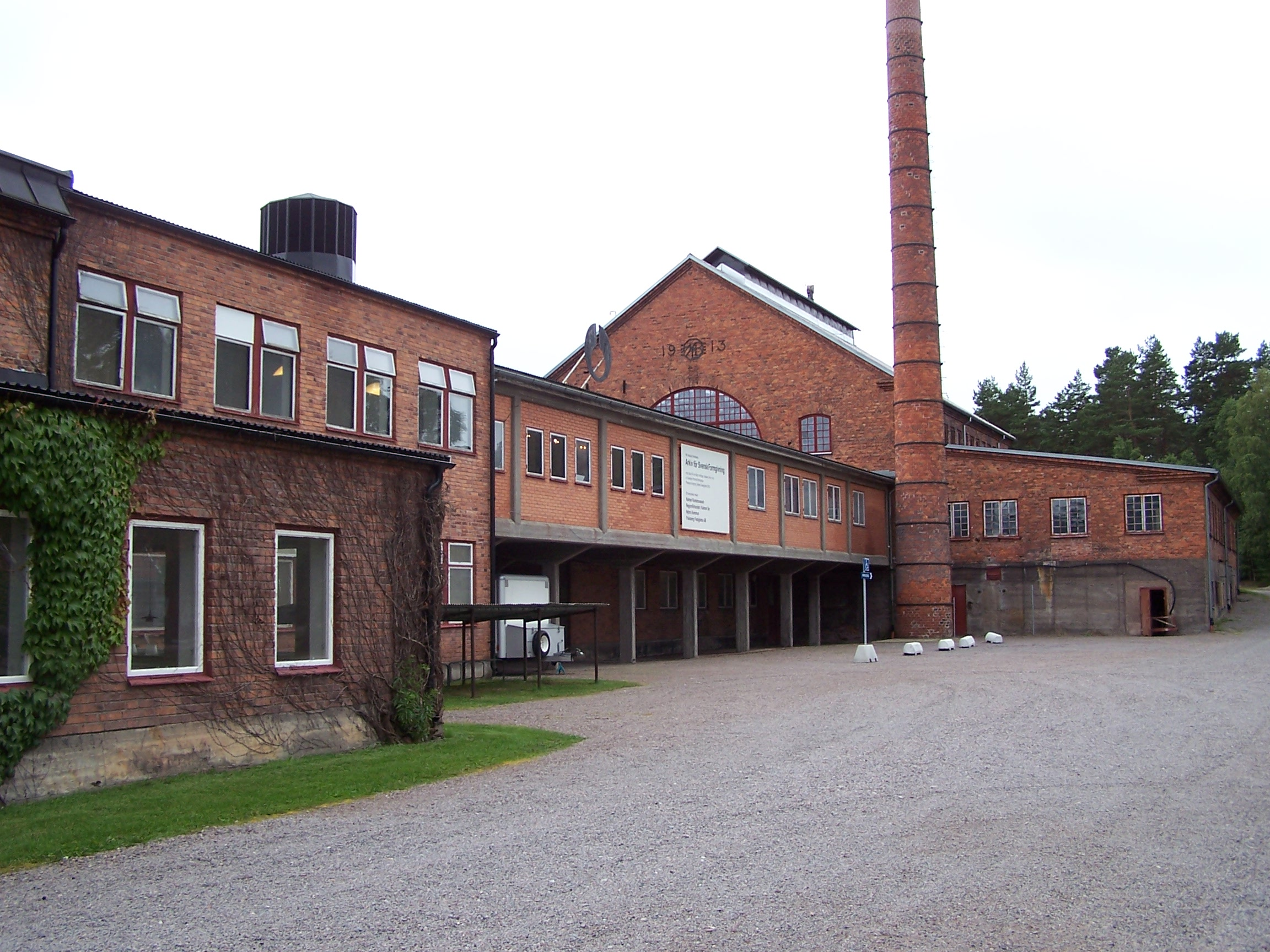
Pukeberg glasbruk.

Designhögskolan i Pukeberg var en designhögskola som var filial till Linnéuniversitetet i Kalmar och Växjö. Skolan grundades år 2002 och hade lokaler vid Pukebergs glasbruk i Nybro.
År 2012 presenterades planer en utbyggnad av Pukebergsområdet för att få plats till fler elever, men det fördes också diskutioner om att  förlägga designutbildningarna till Kalmar eller Växjö.
Planerna på att flytta utbildningarna mötte hårt motstånd, men i februari 2013 beslöts det att Designhögskolan skulle flyttas och att Pukeberg skulle bli ett centrum för glas och glasdesign. Verksamheten lades ned något år senare.